# آب (فیلم ۱۳۸۰)
آب فیلمی ایرانی به کارگردانی و نویسندگی رجب محمدین محصول سال ۱۳۸۰ است.

## بازیگران
- الیزا جوهری
- ایما مشهدی زاده
- فاطمه گودرزی
- مهین امیرفضلی
- گراناز موسوی
- بلقیس ربیحاوی
- ماندانا اصلانی
- ملیحه نیکجومند
- فرنوش آل احمد
- روح‌انگیز مهتدی
- زهره سعیدی
- صفیه آقاجانی
- مرضیه توکلیان
- ناهید حجازی
- مهرناز قره گزلو
- فلور نظری
- اقدس صحت‌بخش
- حمیرا صفاری